# 澀野丸山古墳
澀野丸山古墳（日语：／ Shibunomaruyamakofun）是位於日本德島縣德島市澀野町三岩、學頭的一座前方後圓墳，屬於澀野古墳群，日本國史跡。另外，亦是德島縣最大、四國地方第二大規模的古墳，估計建於古墳時代中前期（5世紀前半）。

## 概要
古墳位於德島縣東部，德島平野南部多多羅川左岸丘陵的山脊部分，是一座大型的前方後圓墳。古墳屬於分佈於勝浦川下游的澀野古墳群，乃是一眾古墳之首。1923年，按《勝浦郡志》的記載，古墳在1915年時被發現，其後於1999年開始先後展開了數次考古調查。
古墳的前方部分朝西，墳丘由3層組成，但是第一層埋於地底，長105米，是徳島縣最大，四國地方則是僅次於140米的香川縣讚岐市富田茶臼山古墳，為第二大規模。墳丘表面發現了葺石、圓筒埴輪列、朝顔形埴輪、形象埴輪（家形、盾形、蓋形、盔甲形和舟形埴輪）和土師器，墳丘南側則是造出，從其中則出土了大量的小型壺，墳丘周圍由左右不對稱的周濠所包圍，連同周濠計算，古墳總長118米。主體部分的墓室推斷位於後圓部分，但是由於該處尚未進行考古調查，因此詳細不明。
從古墳的出土文物等推算，古墳建於古墳時代中前期（5世紀前半）。在德島縣內，古墳主要分佈於鳴門市、板野郡和氣延山一帶，古墳時代前期後半期開始，在勝浦川下游Manjo塚2號墳等相繼建成，中前期則興建了像畿內般大規模古墳，為前方後圓墳的最終形態。因此，古墳反映了古墳時代的阿波地域的演變與畿內勢力的關係而受到注目。
1953年，古墳域與附近的天王之森古墳、新宮塚古墳、花折塚古墳和Manjo塚古墳一同以「澀野的古墳」的名義成為德島縣指定史跡。1988年，由於搬遷附近的民家而由德島市教育委員會對其進行了考古調查。兩年後，古墳的縣史跡指定範圍擴大。1999年至2005年，德島市教育委員會對古墳先後進行了6次調查，其中包括由奈良文物研究所負責於2002年的雷達探測和電勘探以及富山大學於2005年的雷達探測。2009年2月12日，古墳域以「澀野丸山古墳」的名義獲指定為日本國史跡，2012年9月19日，指定範圍擴大。

## 規模

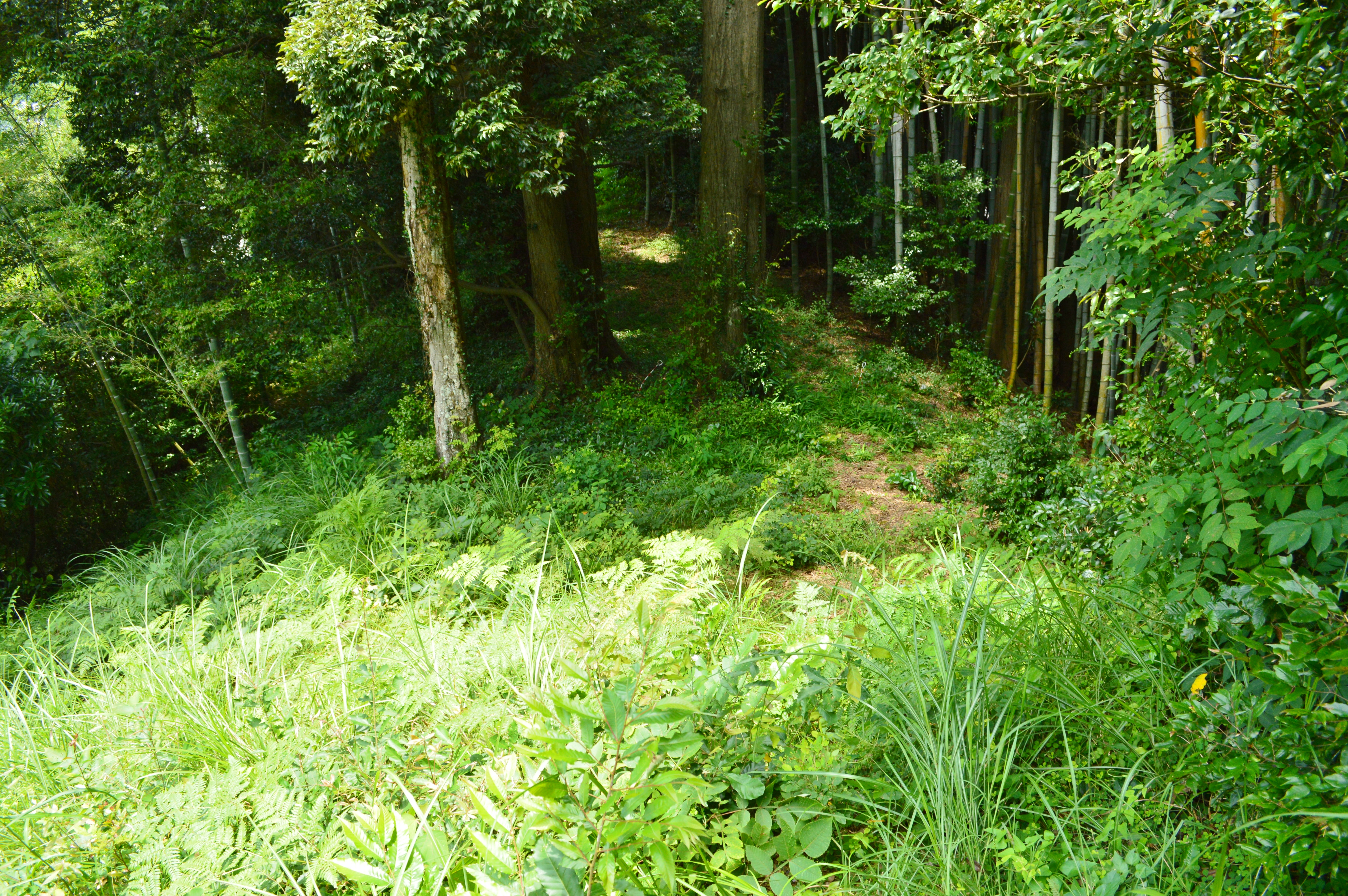
從後圓部分望向前方部分

古墳規模如下。
- 古墳總長：118米（連周壕）
- 墳丘長：105米
- 後圓部分，3層組成。
  - 直徑：69米
  - 高：18米
- 前方部分，3層組成
  - 闊：59米
  - 高：16米
- 中間細部
  - 闊：44米
- 造出，墳丘南面。
  - 長約13米×闊約4.5米[7]

前方部分與後圓部分由於開懇和興建住宅而削去一部分，但是大致保存完好，3層組成的墳丘中的第一層現在埋於地底中。
墳丘周圍由闊4-13米的周壕所包圍，南面呈盾形，北面則呈墳丘的形狀，左右並不對稱。而且，北面中間細部附近受制於地形，周壕並未有完全包圍整個古墳，因此周濠的外圍的周庭帶也不被承認。

## 墓室

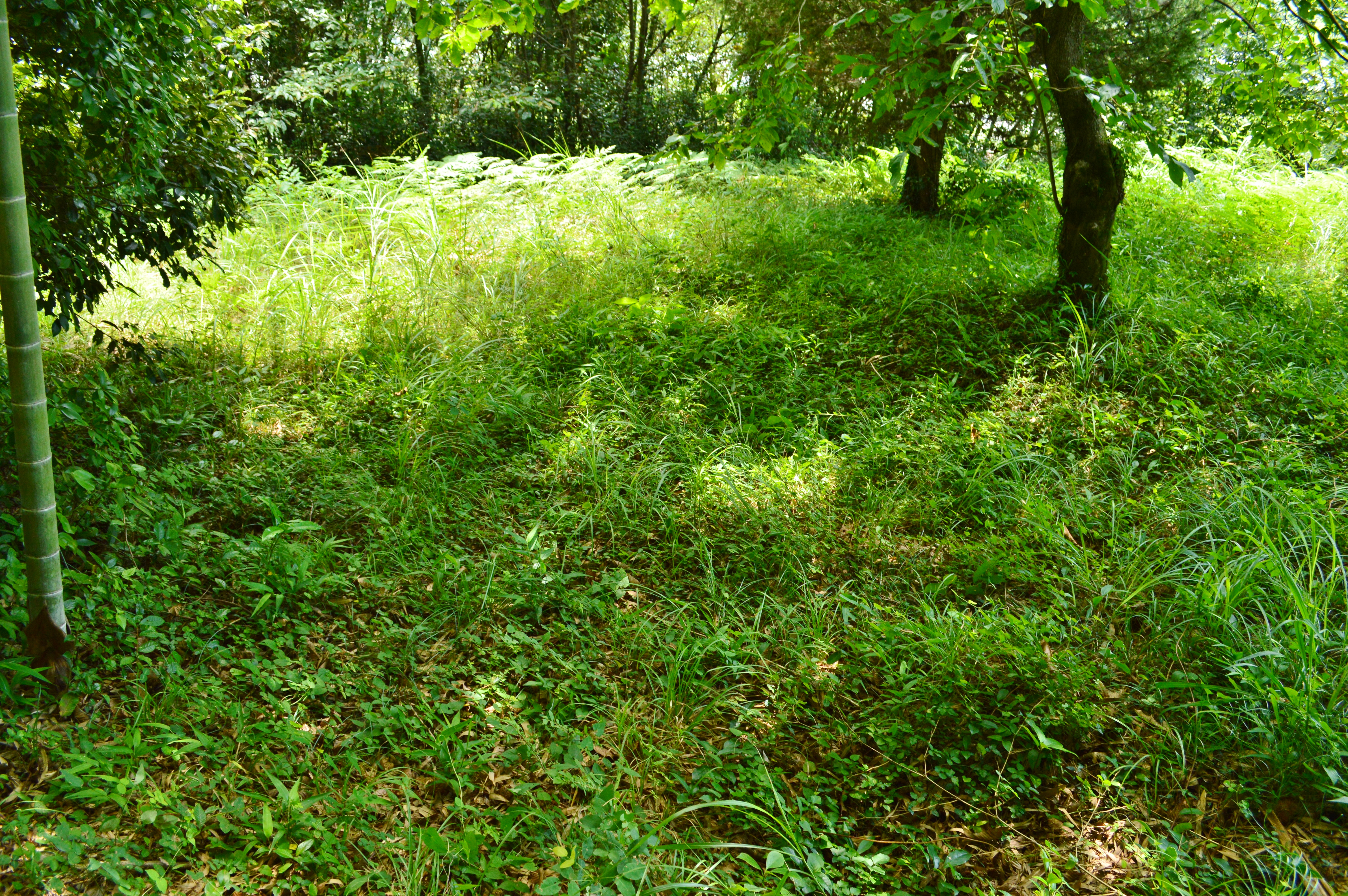
後圓部分的墳頂

墓室由於尚未進行考古調查，詳細不明，當地傳說則有天井石。另外在雷達探測中，在後圓部分以石室為主軸並且按東西方向探測時，發現了闊約5米×約2.5米，應為盜墓用的坑。
按位於德島市澀野町宮前的長谷寺的板碑記載，古墳的後圓部分的墳頂是後來才建成，而三岩則有傳說以覆蓋主體部分的石當成橋用的石材。

## 文物

### 日本國史跡
- 澀野丸山古墳—2009年2月12日，7,593.18平方米的範圍[1]，2012年9月19日，指定範圍擴大[4]。

## 外部連結
- - 國指定文化財等數據庫（日語）